# Кораса
Кораса (Корасо) — река в России, течёт по территории Мезенского района Архангельской области. Вытекает из озера Корас на высоте 77 м над уровнем моря. Устье реки находится в 64 км по левому берегу реки Варчушки на высоте 66 м над уровнем моря. Длина реки составляет 10 км.

## Данные водного реестра
По данным государственного водного реестра России относится к Двинско-Печорскому бассейновому округу, водохозяйственный участок реки — Мезень от водомерного поста деревни Малонисогорская и до устья. Речной бассейн реки — Мезень.
Код объекта в государственном водном реестре — 03030000212103000049316.